# هارشواردان کاپور
هارشواردان کاپور (به انگلیسی: Harshvardhan Kapoor) (زاده ۹ نوامبر ۱۹۹۰) بازیگر هندی است.
از کارهای معروف او می‌توان به بازی در فیلم میرزیا، ابرقهرمان بهوش جوشی و سار اشاره کرد.
او فرزند آنیل کاپور و برادر سونام کاپور است.